# 硫氰
硫氰化學式為(SCN)2，是一种黄色液体，在常温下可以分解，是一种拟卤素。硫氰的空間對稱群為C2，其結構可表示為NCS-SCN。硫氰的氧化能力比溴要大，會和水反應；
3 (SCN)2 + 4 H2O → H2SO4 + HCN  + 5 SCN− + 5 H+
硫氰最早是由硫氰酸银与碘在乙醚中制得，但由於碘的氧化性弱，此反應最後會達到平衡，產率不佳。硫氰也可以由硫氰酸鉛和Br2反应产生，而硫氰酸鉛可以由硝酸鉛和硫氰酸鈉混合而成。可以用無水的硫氰酸鉛和溴在冰醋酸中反應。另一種方法是將溶於二氯甲烷中的溴滴入懸浮在0℃二氯甲烷的硫氰酸鉛中，之後再用氬氣保護，會生成硫氰的溶液，但製備的硫氰需立刻使用。
Pb(SCN)2  +  Br2   →   (SCN)2  +  PbBr2
硫氰會和烯類產生加成反應，生成有1,2-二(硫氰)結構的化合物。硫氰也會和二茂钛杂环戊二烯（titanacyclopentadiene）反應，最後生成1,2-二噻烯（1,2-dithiins）。硒氰化學式為(SeCN)2，可以由硒氰酸银和碘在0度的四氢呋喃中反應制得，其反應和硫氰類似。另外，硫氰能与硝酸反应，产生氢氰酸，一氧化氮，硫酸等；或被彻底氧化成CO2,NO2,SO3等气体。
制备硫氰也可以用硫氰化钾与碘发生置换反应，产生硫氰。